# 잇 마이트 비 유
《잇 마이트 비 유》(영어: It Might Be You)는 2003년부터 2004년까지 방영된 필리핀의 드라마이다.